# Tom
Tom je moško osebno ime.

## Izvor imena
Ime Tom izvira iz slovanskega imena Tomislav.

## Pogostost imena
Po podatkih Statističnega urada Republike Slovenije je bilo na dan 31. decembra 2007 v Sloveniji 277 oseb z imenom Tom.

## Osebni praznik
Osebe z imenom Tom godujejo skupaj s Tomaži, to je 28. januarja, 3. julija ali pa 29. decembra.